# 橋本利恵
橋本 利恵（はしもと りえ、1980年8月22日 - ）は、テレビ愛媛のアナウンサー。愛媛県松山市出身。

## 来歴
愛媛県立松山東高等学校、神戸大学 卒業。

### テレビ愛媛に入社
2003年入社。
2004年1月30日より『めざましテレビ』5代目愛媛担当リポーターに就任、2007年まで務めた。
2004年7月、田嶋徳之社長（当時）、大谷浩三編成部長、大下香奈アナウンサー（当時）とともにFNS27時間テレビ「FNS全国一斉期末テスト」予選に参加。
2009年、テレビ愛媛が伊予弁かるたを発売する。伊予弁に触れて欲しいという思いから愛媛県出身の橋本と、堀本直克アナウンサーが札を読み上げて付属のCDに収録している。
2010年までアナウンサーとして夕方のニュースなどを担当していた。その後、妊娠・出産を経て編成部に異動となり、2014年からは総務部に所属。
2017年7月1日の異動にて再びアナウンス部に復帰する。松山市政記者クラブに所属して、夕方ニュースの取材・リポートなどを担当している。「7年ぶりということで、感覚や記憶を呼び起こすのに毎日必死ですが、今いる場所で、自分ができることを常に懸命に取り組んでいきたいと思っています」と公式ブログに気持ちを綴っている。
2020年、フジテレビとFNS系列28局のアナウンサーの資質向上を目的に開かれている「第36回FNSアナウンス大賞」のナレーション部門で敢闘賞を受賞。出品する作品の選定に悩み山田幸子アナウンサーに相談、「このナレーションが橋本さんらしくていいと思う」と「後押し」して決めた。「この賞を糧に、先輩方のアドバイスを胸に、みんなの背中を後押しできる助け人になれるよう、がんばります」と、山田幸子アナウンサーが定年退職するにあたり感謝の意を伝えている。

## 人物

### 特技
バトントワリング

### 好きな食べ物
うどん、ガパオライス、チーズフォンデュ、カレー

### 苦手な食べ物
刺激の強い辛い食べ物

### 好きな言葉
みんなちがって、みんないい

### 家族
夫、娘が2人（2010年生まれ、2014年生まれ）いる。
2020年からは猫の初（うい）と一緒に暮らしている。

### 交友関係
フリーアナウンサーの武村ゆかと同じ小学校の同級生である。

## 出演

### 現在の担当番組
- EBC Live News - フィールドキャスター
- EBCニュース

### 過去の担当番組
- 一番出し!EBCスーパーニュース - キャスター（水 - 金）
- 『FNS27時間テレビ めちゃ2オキてるッ!‐what A wide awake↑we are!‐楽しくなければテレビじゃないじゃ〜ん!!』FNS全国一斉期末テスト（第5回）（2004年7月19日）- 地区予選
- めざましテレビ - 愛媛担当リポーター（2004年 - 2007年）[13]
- めざましテレビ公認 わがまま!気まま!旅気分 - テレビ愛媛制作分に出演（2008年度まで）
- みんなのニュース えひめ - フィールドキャスター
- EBCプライムニュース - フィールドキャスター
- EBCプライムフライデー - 17時台メインキャスター